# Rubus wilsonii
Rubus wilsonii är en rosväxtart som beskrevs av John Firminger Duthie och J. H. Veitch. Rubus wilsonii ingår i släktet rubusar, och familjen rosväxter. Inga underarter finns listade i Catalogue of Life.